# Catachilla Baja
Catachilla Baja war eine selbständige Ortschaft im Departamento Cochabamba im südamerikanischen Anden-Staat Bolivien.

## Lage
Catachilla Baja war bevölkerungsreichste Ortschaft des Kanton Chiñata im Municipio Sacaba in der Provinz Chapare. Die Gemeinde liegt auf einer Höhe von 2811 m am Südrand der Kordillere von Cochabamba im östlichen Teil der Ebene von Cochabamba. Seit der Volkszählung von 2012 ist Catachilla Baja nicht mehr als eigene Ortschaft notiert, sondern ist jetzt Ortsteil der Stadt Sacaba.

## Geographie
Catachilla Baja liegt am Westrand der Anden-Gebirgskette der Cordillera Oriental in einer Talregion auf halbem Wege zwischen Altiplano und Chapare-Tiefland, die auch als Region ewigen Frühlings bezeichnet wird. Das Klima ist warmgemäßigt.
Die mittlere Jahresdurchschnittstemperatur beträgt knapp 18 °C (siehe Klimadiagramm Cochabamba), die Monatswerte schwanken dabei nur unwesentlich zwischen 14 °C im Juni/Juli und knapp 20 °C von Oktober bis Dezember. Der Jahresniederschlag beträgt nur rund 450 mm, bei einer ausgeprägten Trockenzeit von Mai bis September mit Monatsniederschlägen unter 10 mm und einer kurzen Feuchtezeit von Dezember bis Februar mit 90–120 mm Monatsniederschlag.

## Verkehrsnetz
Catachilla Baja liegt 21 Straßenkilometer östlich der Stadt Cochabamba an der Nationalstraße Ruta 4, die mit einer Länge von 1657 Kilometern das gesamte Land in West-Ost-Richtung durchquert.
Die Straße beginnt im Westen bei Tambo Quemado an der chilenischen Grenze und erreicht nach 392 Kilometern die Stadt Sacaba fünf Kilometer westlich von Catachilla Baja. Die Straße führt dann weiter in östlicher Richtung über Santa Cruz nach Puerto Suárez im brasilianischen Grenzgebiet. Abgesehen von den letzten 700 Kilometern im Osten ist die Straße durchgehend asphaltiert.

## Bevölkerung
Die Einwohnerzahl der Ortschaft war im letzten Jahrzehnt des letzten Jahrhunderts auf mehr als das Doppelte angestiegen:
| Jahr | Einwohner | Quelle       |
| ---- | --------- | ------------ |
| 1992 | 899       | Volkszählung |
| 2001 | 1690      | Volkszählung |
| 2012 | .         | Volkszählung |

Trotz des hohen Grades an Verstädterung weist die Region immer noch einen hohen Anteil an Quechua-Bevölkerung auf, im Municipio Sacaba sprechen 65,2 Prozent der Bevölkerung Quechua.